# 阿拜 (哈薩克)
阿拜是哈薩克的城鎮，由卡拉干達州負責管轄，位於該國中部，始建於1949年，面積約200平方公里，海拔高度504米，主要經濟活動是採礦業，2009年人口35,115。